# EPCRチャレンジカップ
EPCRチャレンジカップ（EPCR Challenge Cup）は、ヨーロッパおよび南アフリカ共和国から18のクラブチームが参加する、ラグビーユニオンの国際大会である。ヨーロピアンラグビーチャンピオンズカップの下部大会となる。EPCRとは、運営組織「ヨーロピアン・プロフェッショナル・クラブ・ラグビー（European Professional Club Rugby）」の略。直近2024-25大会は、2024年12月6日から2025年5月23日まで開催。

## 概略
上位大会「ヨーロピアンラグビーチャンピオンズカップ」への出場ができなかったチームにより行われる。

## 対戦概要
開催年により対戦方式が異なるため、ここでは直近大会「2024-25EPCRチャレンジカップ」の対戦概要を述べる。
- プールステージ：2024年12月6日 - 2025年1月19日
- ノックアウトステージ：2025年4月4日 - 5月23日

### プールステージ
前シーズンの3つのリーグからと、推薦によって、計18チームが出場する。プール戦により、12チームがノックアウトステージへ進出。
- 前シーズンのイングランド最高峰リーグ「プレミアシップ・ラグビー」下位2チーム。
- 前シーズンのフランス最高峰「フランス選手権トップ14」下位6チーム。
- 前シーズンの「ユナイテッド・ラグビー・チャンピオンシップ」下位8チーム。ウェールズ・スコットランド・アイルランド・イタリア・南アフリカ共和国によって構成されている大会。
- 推薦2チーム。

### ノックアウトステージ
以下の16チームによるトーナメント戦を行う。
- プールステージから上がった12チーム。
- 当年の上位大会「ヨーロピアンラグビーチャンピオンズカップ」でノックアウトステージ進出を逃した4チーム。

## 出場チーム
2024-25シーズン「2024-25EPCRチャレンジカップ」の出場チームは以下のとおり。
| イングランド                                | イングランド                                | フランス                                  | フランス                                  | アイルランド・スコットランド・ ウェールズ・イタリア・ 南アフリカ共和国 | アイルランド・スコットランド・ ウェールズ・イタリア・ 南アフリカ共和国 | 推薦枠 2チーム   | 当年2024-25上位大会で ノックアウトステージ進出を 逃した4チーム |
| 前年2023-24プレミアシップ・ラグビー 2チーム | 前年2023-24プレミアシップ・ラグビー 2チーム | 前年2023-24フランス選手権トップ14 6チーム | 前年2023-24フランス選手権トップ14 6チーム | 前年2023-24ユナイテッド・ラグビー・チャンピオンシップ 8チーム          | 前年2023-24ユナイテッド・ラグビー・チャンピオンシップ 8チーム          | 推薦枠 2チーム   | 当年2024-25上位大会で ノックアウトステージ進出を 逃した4チーム |
| ------------------------------------------- | ------------------------------------------- | ----------------------------------------- | ----------------------------------------- | ---------------------------------------------------------------------- | ---------------------------------------------------------------------- | ---------------- | -------------------------------------------------------------- |
| 9位                                         | グロスター・ラグビー                        | 9位                                       | セクシオン・パロワーズ                    | 8位                                                                    | オスプリーズ                                                           | チーターズ       | シャークス                                                     |
| 10位                                        | ニューカッスル・ファルコンズ                | 10位                                      | USAペルピニャン                           | 9位                                                                    | ライオンズ                                                             | ブラックライオン | バース・ラグビー                                               |
|                                             |                                             | 11位                                      | リヨンOU                                  | 10位                                                                   | エディンバラ・ラグビー                                                 |                  | ブルズ                                                         |
|                                             |                                             | 12位                                      | アヴィロン・バイヨネ                      | 11位                                                                   | コナート・ラグビー                                                     |                  | ラシン92                                                       |
|                                             |                                             | 13位                                      | モンペリエ・エロー・ラグビー              | 12位                                                                   | カーディフ・ラグビー                                                   |                  |                                                                |
|                                             |                                             | 14位                                      | オヨナ・ラグビー                          | 13位                                                                   | スカーレッツ                                                           |                  |                                                                |
|                                             |                                             |                                           |                                           | 15位                                                                   | ドラゴンズ                                                             |                  |                                                                |
|                                             |                                             |                                           |                                           | 16位                                                                   | ゼブレ・パルマ                                                         |                  |                                                                |
|                                             |                                             |                                           |                                           | 前年14位の シャークスは、当年では上位大会に出場。                      |                                                                        |                  |                                                                |

## 関連大会
|          | ヨーロッパ6か国 および 南アフリカ共和国 ほか ・ |                                            |                                            |                                                                         | |
| 上位大会 | ヨーロピアンラグビー・チャンピオンズカップ      | ヨーロピアンラグビー・チャンピオンズカップ | ヨーロピアンラグビー・チャンピオンズカップ | ヨーロピアンラグビー・チャンピオンズカップ                              | ヨーロピアンラグビー・チャンピオンズカップ                                                                             |
| 下位大会 | EPCRチャレンジカップ                            | EPCRチャレンジカップ                       | EPCRチャレンジカップ                       | EPCRチャレンジカップ                                                    | EPCRチャレンジカップ                                                                                                   |
|          |                                                 |                                            |                                            |                                                                         | |
|          | イングランド                                    | フランス                                   |                                            | アイルランド・スコットランド・ウェールズ・イタリア・南アフリカ共和国 ・ | アイルランド・スコットランド・ウェールズ・イタリア・南アフリカ共和国 ・                                                |
| 1部大会  | プレム・ラグビー (旧 プレミアシップ・ラグビー)  | トップ14                                   | ユナイテッド・ラグビー・チャンピオンシップ | ユナイテッド・ラグビー・チャンピオンシップ                              | |
|          |                                                 |                                            |                                            |                                                                         | |
| 2部大会  | チャンプ・ラグビー (旧 RFUチャンピオンシップ)   | プロD2                                     |                                            | 各 国内リーグ                                                           | オールアイルランド・リーグ、 スコティッシュ・プレミアシップ、 スーパーラグビー・カムリ、 セリエAエリート、カリーカップ |
| 3部大会  | ナショナルリーグ1                               | シャンピオナ・フェデラル・ナシオナル       |                                            | 各 国内リーグ                                                           | オールアイルランド・リーグ、 スコティッシュ・プレミアシップ、 スーパーラグビー・カムリ、 セリエAエリート、カリーカップ |

## 歴史
1995年のラグビーユニオンのオープン化（プロ化）にともない、ヨーロッパのプロクラブチーム大会「ハイネケンカップ（Heineken Cup）」が開催された。
1996年（1996-97シーズン）に、ハイネケンカップの下位大会として「ヨーロピアン・チャレンジカップ（European Challenge Cup）」が設けられ、これを起源とする。第1回大会は24チームが出場した。最初の2シーズンは「ヨーロピアン・カンファレンス（European Conference）」とも呼ばれた。
第2回大会（1997-98シーズン）には32チームが出場。
1998-99シーズンから3シーズンは「ヨーロピアン・シールド（European Shield）」とも呼ばれた。
2001-02シーズンから4シーズンにわたり、筆記具ブランドのパーカーが大会スポンサーになり、ヨーロピアン・チャレンジカップは「パーカー・ペン・シールド（Parker Pen Shield）」とも呼ばれるようになる。
2009–10シーズンから5シーズンにわたり、保険会社アムリンが冠スポンサーとなり「アムリン・チャレンジカップ（Amlin Challenge Cup）」とも呼ばれる。
上位大会（ハイネケンカップ）と共に、運営はヨーロッパ・ラグビー・カップ（European Rugby Cup、ERC）が行っていた。しかし、トーナメント形式と収益分配のに関する意見の相違により、2014年にイングランドとフランスが脱退し、ヨーロピアン・プロフェッショナル・クラブ・ラグビー（European Professional Club Rugby、略称：EPCR）を創設。
2014-15シーズンから、ERCに代わりEPCRが運営を行い、現在に至る。
2021-22シーズンから、大会名がヨーロピアン・チャレンジカップから「EPCRチャレンジカップ（EPCR Challenge Cup）」へ変更された。
2021年限りで南アフリカ共和国のクラブチームがスーパーラグビーから撤退したのを機に、2022-23シーズンから南アフリカ共和国のチームが参入。

## 歴代決勝戦結果
| ヨーロピアン・チャレンジカップ（European Challenge Cup） |                               |        |                               |                                                     |        |        |
| シーズン                                                 | 優勝                          | スコア | 準優勝                        | 決勝戦の会場                                        | 観客数 | 備考   |
| 1996-97                                                  | CSブルゴワン＝ジャイユー      | 18-9   | カストル・オランピック        | Stade de la Méditerranée（ベジエ）                  | 10,000 | [ 12 ] |
| 1997-98                                                  | USコロミエ                    | 43-5   | SUアジャン                    | Stade des Sept Deniers,（トゥールーズ）             | 12,500 | [ 12 ] |
| 1998-99                                                  | ASMクレルモン・オーヴェルニュ | 35-16  | CSブルゴワン＝ジャイユー      | スタッド・ジェルラン, （リヨン）                    | 31,986 | [ 12 ] |
| 1999-00                                                  | セクシオン・パロワーズ        | 34-21  | カストル・オランピック        | Stade Ernest-Wallon,（トゥールーズ）                | 6,000  | [ 12 ] |
| 2000-01                                                  | NECハーレクインズ             | 42-33  | RCナルボンヌ                  | マデイスキー・スタジアム,（レディング）             | 10,013 | [ 13 ] |
| 2001-02                                                  | セール・シャークス            | 25-22  | Pontypridd RFC                | Kassam Stadium, （オックスフォード）                | 12,000 | [ 14 ] |
| 2002-03                                                  | ロンドン・ワスプス            | 48-30  | バース・ラグビー              | マデイスキー・スタジアム, （レディング）            | 18,074 | [ 15 ] |
| 2003-04                                                  | NECハーレクインズ             | 27-26  | ASMクレルモン・オーヴェルニュ | マデイスキー・スタジアム, （レディング）            | 13,123 | [ 16 ] |
| 2004-05                                                  | セール・シャークス            | 27-3   | セクシオン・パロワーズ        | Kassam Stadium, （オックスフォード）                | 7,230  | [ 17 ] |
| 2005-06                                                  | グロスター・ラグビー          | 36-34  | ロンドン・アイリッシュ        | トゥイッケナム・ストゥープ, （ロンドン）            | 12,053 | [ 18 ] |
| 2006-07                                                  | ASMクレルモン・オーヴェルニュ | 22-16  | バース・ラグビー              | トゥイッケナム・ストゥープ, （ロンドン）            | 10,134 | [ 19 ] |
| 2007-08                                                  | バース・ラグビー              | 24-16  | ウスター・ウォリアーズ        | キングスホルム・スタジアム, （グロスター）          | 16,157 | [ 20 ] |
| 2008-09                                                  | ノーサンプトン・セインツ      | 15-3   | CSブルゴワン＝ジャイユー      | トゥイッケナム・ストゥープ, （ロンドン）            | 9,260  | [ 21 ] |
| 2009-10                                                  | カーディフ・ブルーズ          | 28-21  | RCトゥーロン                  | スタッド・ヴェロドローム, （マルセイユ）            | 58,632 | [ 22 ] |
| 2010-11                                                  | ハーレクインズ                | 19-18  | スタッド・フランセ・パリ      | カーディフ・シティ・スタジアム, （カーディフ）      | 12,236 | [ 23 ] |
| 2012-13                                                  | レンスター・ラグビー          | 34-13  | スタッド・フランセ・パリ      | トゥイッケナム・ストゥープ, （ロンドン）            | 20,396 | [ 24 ] |
| 2013-14                                                  | ノーサンプトン・セインツ      | 30-16  | バース・ラグビー              | カーディフ・アームズ・パーク, （カーディフ）        | 12,483 | [ 25 ] |
| 2014-15                                                  | グロスター・ラグビー          | 19–13  | エディンバラ・ラグビー        | トゥイッケナム・ストゥープ, （ロンドン）            | 14,316 | [ 26 ] |
| 2015-16                                                  | モンペリエ・エロー・ラグビー  | 26-19  | ハーレクインズ                | パルク・オリンピック・リヨン, （リヨン）            | 28,556 | [ 27 ] |
| 2016-17                                                  | スタッド・フランセ・パリ      | 25-17  | グロスター・ラグビー          | マレーフィールド・スタジアム, （エディンバラ）      | 24,494 | [ 28 ] |
| 2017-18                                                  | カーディフ・ブルーズ          | 31-30  | グロスター・ラグビー          | サン・マメス, （ビルバオ）                          | 32,543 | [ 29 ] |
| 2018-19                                                  | ASMクレルモン・オーヴェルニュ | 36-16  | スタッド・ロシュレ            | セント・ジェームズ・パーク, （ニューカッスル）      | 28,438 | [ 30 ] |
| 2019-20                                                  | ブリストル・ベアーズ          | 32–19  | RCトゥーロン                  | Stade Maurice David, （エクス＝アン＝プロヴァンス） | 1,000  | [ 31 ] |
| 2020-21                                                  | モンペリエ・エロー・ラグビー  | 18–17  | レスター・タイガース          | トゥイッケナム・ストゥープ, （ロンドン）            | 14,316 | [ 32 ] |
| EPCRチャレンジカップ（EPCR Challenge Cup）               |                               |        |                               |                                                     |        |        |
| シーズン                                                 | 優勝                          | スコア | 準優勝                        | 決勝戦の会場                                        | 観客数 | 備考   |
| 2021-22                                                  | リヨンOU                      | 30–12  | RCトゥーロン                  | スタッド・ヴェロドローム, （マルセイユ）            | 51,431 | [ 33 ] |
| 2022-23                                                  | RCトゥーロン                  | 43–19  | グラスゴー・ウォリアーズ      | アビバ・スタジアム, （ダブリン）                    | 31,500 | [ 34 ] |
| 2023-24                                                  | シャークス                    | 36–22  | グロスター                    | トッテナム・ホットスパー・スタジアム, （ロンドン）  | 34,761 | [ 35 ] |
| 2024-25                                                  | バース・ラグビー              | 37–12  | リヨンOU                      | ミレニアム・スタジアム, （カーディフ）              | 36,705 | [ 36 ] |